# Пуркашьян, Атуса
Атуса Пуркашьян (перс. آتوسا پورکاشیان‎; род. 16 мая 1988, Тегеран) — иранская шахматистка армянского происхождения, гроссмейстер среди женщин (2009). Жена американского гроссмейстера Хикару Накамуры.

## Биография
Два раза завоёвывала медали на юношеских чемпионатах мира по шахматам среди девушек: в 2000 году золото в возрастной группе U12, а в 2002 году бронзу в возрастной группе U14. Шесть раз побеждала на женских чемпионатах Ирана по шахматам (2007, 2008, 2009, 2011, 2013, 2014). Два раза завоёвывала медали на индивидуальных женских чемпионатах Азии по шахматам: золото в 2010 году и серебро в 2014 году. В 2015 году проиграла матч своей соотечественнице Сарасадат Хадемальшарьех и не квалифицировалась на турниры женской серии «Grand Prix» в 2015/2016 годах.
Участвовала в женских чемпионатах мира по шахматам:
- В 2006 году в Екатеринбурге в первом туре проиграла Виктории Чмилите[5];
- В 2008 году в Нальчике в первом туре проиграла Александре Костенюк[6];
- В 2012 году в Ханты-Мансийске в первом туре проиграла Цзюй Вэньцзюнь[7];
- В 2017 году в Тегеране в первом туре проиграла Элизабет Петц[8].

Представляла Иран на девяти шахматных олимпиадах (2000—2016). В женском командном чемпионате Азии по шахматам участвовала семь раз (2003—2016). В командном зачете завоевала две бронзовые медали (2009, 2014). В индивидуальном зачёте завоевала серебряную (2009) и три бронзовые (2005, 2008, 2014) медали. В женском командном турнире по шахматам Азиатских игр участвовала в 2010 году. В мужском командном турнире по шахматам Азиатских игр участвовала в 2006 году и в командном зачете завоевала бронзовую медаль. В женском командном турнире по шахматам Азиатских игр в помещениях участвовала в 2009 году.